# Chirodica
Chirodica es un género de escarabajos de la familia Chrysomelidae.
El género fue descrito inicialmente en 1934 por Germar. Contiene las siguientes especies:
- Chirodica cedarbergensis Biondi, 1998
- Chirodica denardisi Biondi, 1998
- Chirodica namibiana Biondi, 1998
- Chirodica outeniquensis Biondi, 1998
- Chirodica similfulva Biondi, 1998